# Centres ou instituts de recherche francophones en sociologie
Pour un article plus général, voir Sociologie.
Cet article présente une liste des centres ou instituts de recherche francophones en sociologie. Avec l'enseignement de la sociologie et les rencontres périodiques de sociologues, les centres de recherches sont des éléments fondamentaux de progression de la discipline.

## Belgique
- Centre de droit international et de sociologie appliquée au droit (CDI), Université Libre de Bruxelles, Belgique
- Centre de sociologie de l'éducation (CSE), Université Libre de Bruxelles, Belgique
- Centre de sociologie des organisations (CSO), Université Libre de Bruxelles, Belgique
- Centre de sociologie du théâtre (CST), Université Libre de Bruxelles, Belgique
- Centre de sociologie du travail, de l'emploi, et de la formation (TEF), Université Libre de Bruxelles, Belgique
- Centre de sociologie générale (CGS), Université Libre de Bruxelles, Belgique
- Centre de sociologie politique (CSP), Université Libre de Bruxelles, Belgique
- Centre de recherches interdisciplinaires pour la solidarité et l'innovation sociale (CERISIS), Université catholique de Louvain, Belgique
- Centre interdisciplinaire d'études de l'Islam dans le monde contemporain (CISMOC), Université catholique de Louvain, Belgique
- Groupe interfacultaire de recherche sur les systèmes d'éducation et de formation (GIRSEF), Université catholique de Louvain, Belgique
- Laboratoire Globalisation, institution, subjectivation (Lagis), Université catholique de Louvain, Belgique
- Centre d'études sociologiques (CES), Facultés universitaires Saint-Louis, Belgique

## France
- Laboratoire d’études et de recherche en sociologie (LABERS), Équipe d'accueil no 3149, Brest, France
- Centre d’étude des discours, images, textes, écrits et communications (CEDITEC), Équipe d'accueil no 3119, Paris 12, France
- Centre d’étude des techniques, des connaissances et des pratiques (CETCOPRA), équipe d'accueil no 2483, Paris 1, France
- Centre d’étude et de recherche en sociologie des organisations (CERSO), Équipe d'accueil no 2407, PARIS-DAUPHINE, France
- Centre d'étude et de recherche sur les risques et les vulnérabilités (CERReV), Équipe d'accueil no 3918, CAEN, France
- Centre d’étude et de recherche travail, organisation, pouvoir (CERTOP), UMR CNRS no 5044, Toulouse 2, France
- Centre d'études sur l'actuel et le quotidien (CEAQ), Équipe d'accueil no 1511, Paris 5, France
- Centre d'études démographiques (CED), Équipe d'accueil no 3726, Lyon 2, France
- Centre d'études des modes d'industrialisation, Équipe d'accueil no 3630, EHESS Paris, France
- Centre d'études interdisciplinaires des faits religieux (C.E.I.F.R), UMR CNRS no 8034, EHESS Paris, France
- Centre d'études sociologiques de la Sorbonne (CESS), Équipe d'accueil no 4088, Paris 4, France
- Centre d'analyse et de mathématiques sociales, UMR CNRS no 8557, EHESS Paris, France
- Centre d'analyse et d'intervention sociologiques, UMR CNRS no 8039, EHESS Paris, France
- Centre de recherche : innovation socio-technique et organisations industrielles (CRISTO), UMR CNRS no 5061, Grenoble 2, France
- Centre de recherche cultures, santé, sociétés, Jeune équipe no 2424, Aix-Marseille 3, France
- Centre de recherche et d’études en sciences sociales (CRESS), Équipe d'accueil no 1334, STRASBOURG 2, France
- Centre de recherche psychotropes, santé mentale, société (CESAMES ou Centre d'excellence sur l'architecture, le management et l'économie des systèmes, UMR 8136, UMR-S 611), UMR CNRS no 42, Paris 5, France
- Centre de recherche sens, éthique, société (CERSES), UMR CNRS no 8137, Paris 5, France
- Centre de recherche sur les enjeux contemporains en santé publique (CRESP), UMR CNRS no 723, PARIS 13, France
- Centre de recherche sur les liens sociaux (CERLIS), UMR CNRS no 8070, Paris 5, France
- Centre de recherches et d’études sociologiques appliquées de la Loire, UMR CNRS no 5043, Saint-Étienne, France
- Centre de recherches interculturelles sur les domaines anglophones et francophones (CRIDAF), Équipe d'accueil no 453, Paris 13, France
- Centre de recherches politiques Raymond Aron (CRPRA), UMR CNRS no 8036, EHESS Paris, France
- Centre de Recherches sur l'Action Politique en Europe (CRAPE), UMR CNRS no 6051,IEP de Rennes Rennes, France
- Centre de recherche sociologique sur le droit et les institutions pénales (CESDIP), UMR CNRS no 8183, VERSAILLES ST-QUENT., France
- Centre de recherches sur l'action locale (CERAL), Équipe d'accueil no 3968, PARIS 13, France
- Centre de recherches sur le Brésil contemporain, Équipe d'accueil no 4121, EHESS Paris, France
- Centre de sociologie de l'innovation, UMR CNRS no 7185, Mines ParisTech, Paris, France
- Centre de sociologie des organisations, UMR CNRS no 7116, IEP PARIS, France
- Centre de sociologie des pratiques et des représentations politiques (CSPRP), Équipe d'accueil no 2376, PARIS 7, France
- Centre de sociologie des représentations et des pratiques culturelles, Équipe d'accueil no 1967, GRENOBLE 2, France
- Centre de sociologie européenne, UMR CNRS no 8035, EHESS PARIS, France
- Centre d'étude, de formation et de recherche en sciences sociales : socio-anthropologie de la complexité, Équipe d'accueil no 3910, AMIENS, France
- Centre d'études africaines, France
- Centre lillois d’études et de recherches sociologiques et économiques (CLERSE), UMR CNRS no 8019, LILLE 1, France
- Centre Maurice-Halbwachs, UMR CNRS no 8097, EHESS PARIS, France
- Centre nantais de sociologie, Équipe d'accueil no 3260, NANTES, France
- Centre Pierre Naville : développement, travail, technologies, Équipe d'accueil no 2543, Évry, France
- Cultures et société en Europe, UMR CNRS no 7043, STRASBOURG 2, France
- Cultures et sociétés urbaines, UMR CNRS no 7112, PARIS 8, France
- Droit et sociétés religieuses, Équipe d'accueil no 1611, PARIS 11, France
- Équipe de recherche interdisciplinaire en tourisme, Équipe d'accueil no 3685, TOULOUSE 2, France
- Équipe simone-sagesse : savoirs. Genre et rapports sociaux de sexe, Équipe d'accueil no 3053, TOULOUSE 2, France
- Genre, travail et mobilités (TEM), France
- Groupe d’étude des méthodes de l'analyse sociologique, UMR CNRS no 8598, PARIS 4, France
- Groupe d’étude pour l’Europe de la culture et de la solidarité, Équipe d'accueil no 3625, PARIS 5, France
- Groupe d'analyse du social et de la sociabilité (GRASS), UMR CNRS no 7022, PARIS 8, France
- Groupe de recherche école, travail, institutions (GETI), Équipe d'accueil no 3056, PARIS 8, France
- Groupe de recherche énergie, technologie et société (GRETS), EDF Recherche et développement, CLAMART, France
- Groupe de recherche sur la socialisation (GRS), UMR CNRS no 5040, LYON 2, France
- Groupe de recherche sur les actions et les croyances collectives (GRACC), Équipe d'accueil no 3589, LILLE 3
- Groupe de recherches innovations et sociétés (GRIS), Équipe d'accueil no 3232, ROUEN, France
- Groupe de sociologie des religions et de la laïcité (GSRL), UMR CNRS no 8582, EPHE PARIS, France
- Institut d’études démographiques de l’université Montesquieu Bordeaux 4 (I.E.D.U.B.), Équipe d'accueil no 509, BORDEAUX 4, France
- Institut européen d'histoire et des cultures de l'alimentation, université François Rabelais, Tours, France
- Institut de recherche en communication et cybernétique de Nantes (IRCCyN), UMR CNRS no 6597, École Centrale Nantes, NANTES, France
- Institut de recherche interdisciplinaire en sociologie, économie et science politique, UMR CNRS no 7170, PARIS-DAUPHINE, France
- Institut de recherches interdisciplinaires sur les sciences et la technologie (IRIST), Équipe d'accueil no 3424, STRASBOURG 1, France
- Institut des mers du Nord (IMN), Équipe d'accueil no 1702, LITTORAL, France
- Institut de sociologie générale, ISTURA, Bussy-Saint-Georges, France
- Institut interdisciplinaire d'anthropologie du contemporain, UMR CNRS no 8177, EHESS Paris, France
- Institut Marcel Mauss, UMR CNRS no 8178, EHESS PARIS, France
- Laboratoire d’économie et de sociologie du travail (LEST), UMR CNRS no 6123, AIX-MARSEILLE 2, France
- Laboratoire d'analyse des problèmes sociaux et de l'action collective, Équipe d'accueil no 495, Bordeaux 2, France
- Laboratoire d'anthropologie et de sociologie (LAS), Équipe d'accueil no 2241, Rennes 2, France
- Laboratoire de changement social (LCS), Équipe d'accueil no 2375, Paris 7, France
- Laboratoire de Génie Industriel - Écoles Centrales Lille-Lyon-Paris, France
- Laboratoire de sociologie du travail et de l'environnement social, Équipe d'accueil no 1130, Nancy 2, France
- Laboratoire de sociologie et d'anthropologie de l’université de Franche-Comté, Équipe d'accueil no 3189, BESANCON, France
- Laboratoire Georges Friedmann, UMR CNRS no 8593, Paris 1, France
- Laboratoire interdisciplinaire de recherche sur les ressources humaines et l'emploi (LIRHE), UMR CNRS no 5066, Toulouse 1, France
- Laboratoire lorrain de sciences sociales, Équipe d'accueil no 3478, METZ, France
- Laboratoire méditerranéen de sociologie, UMR CNRS no 6127, Aix-Marseille 1, France
- Laboratoire techniques, territoires et sociétés (LATTS), UMR CNRS no 8134, MARNE-LA-VALLEE, France
- Observatoire sociologique du changement (OSC), UMR CNRS no 7049, IEP PARIS, France
- Professions, institutions, temporalités (PRINTEMPS), UMR CNRS no 8085, VERSAILLES ST-QUENT., France
- Recherche sur les cultures sportives, Jeune équipe no 2496, PARIS 11, France
- Sociodémographie (CERPOS PARIS X, POPINTER PARIS V), Équipe d'accueil no 2324, PARIS 10, France
- Sports, organisations, identités, Équipe d'accueil no 3690, TOULOUSE 3, France
- Unité de recherche migrations et société (URMIS), UMR CNRS no 7032, PARIS 7, France

## Luxembourg
- Identités. Politiques, Sociétés, Espaces (IPSE), unité de recherche à l'université de Luxembourg
- CEPS/INSTEAD (Centre d'Études de Populations, de Pauvreté et de Politiques Socio-Economiques / International Networks for Studies in Technology, Environment, Alternatives, Development)

## Québec
- Centre d’étude des religions de l’Université de Montréal (CERUM), Université de Montréal au Québec
- Centre d’études ethniques des universités montréalaises (CEETUM), Université de Montréal au Québec
- Centre d'analyse des politiques publiques, Université Laval au Québec
- Centre de recherche interdisciplinaire sur la violence familiale et la violence faite aux femmes (CRI-VIFF), Université de Montréal au Québec
- Centre de recherche interuniversitaire de Montréal sur l’immigration, l’intégration et la dynamique urbaine, Université de Montréal au Québec
- Centre de recherche sur les innovations sociales dans l'économie sociale, les entreprises et les syndicats (CRISES), Université du Québec à Montréal
- Centre de recherche sur les politiques et le développement social (CPDS), Université de Montréal au Québec
- Chaire de recherche en immigration, ethnicité et citoyenneté (CRIEC), Université du Québec à Montréal
- Centre de recherches est-asiatiques, Université McGill au Québec
- Centre d'études appliquées sur la famille, Université McGill au Québec
- Centre d'études interaméricaines, Université Laval au Québec
- Centre d'études sur les régions en développement, Université McGill au Québec
- Centre Études internationales et Mondialisation (CEIM), Université du Québec à Montréal
- Centre interuniversitaire d’études démographiques (CIED), Université de Montréal au Québec
- Centre interuniversitaire de recherche en analyse des organisations (CIRANO), Université de Montréal au Québec
- Centre interuniversitaire de recherche sur la science et la technologie (CIRST), Université du Québec à Montréal
- Centre interuniversitaire d’études et de recherches autochtones (CIÉRA), Université Laval au Québec
- Centre interuniversitaire d'études québécoises, Université Laval au Québec
- Centre interuniversitaire d'études sur les lettres, les arts et les traditions (CELAT), Université Laval au Québec
- Centre interuniversitaire québécois de statistiques sociales (CIQSS), Université de Montréal au Québec
- Centre interuniversitaire québécois de statistiques sociales (CIQSS), Université du Québec à Montréal
- Centre McGill d'études sur le vieillissement, Université McGill au Québec
- Chaire approches communautaires et inégalités de santé (FCRSS/IRSC), Université de Montréal au Québec
- Chaire Concordia-UQAM en études ethniques, Université du Québec à Montréal
- Chaire de recherche du Canada en citoyenneté et gouvernance, Université de Montréal au Québec
- Chaire de recherche du Canada en développement rural, Université du Québec à Rimouski
- Chaire de recherche du Canada en études québécoises et canadiennes (CREQC), Université du Québec à Montréal
- Chaire de recherche du Canada en mondialisation, citoyenneté et démocratie (Chaire MDC), Université du Québec à Montréal
- Chaire d'enseignement et de recherche interethniques et interculturels (CERII), Université du Québec à Chicoutimi
- Chaire d'étude Claire-Bonenfant sur la condition des femmes, Université Laval au Québec
- Chaire d'études socio-économiques (CESE), Université du Québec à Montréal
- Chaire en relations ethniques, Université de Montréal au Québec
- Chaire FCRSS/IRSC sur la transformation et la gouverne des organisations de santé, Université de Montréal au Québec
- Chaire Jean Monnet en intégration européenne, Université de Montréal au Québec
- Chaire pour le développement de la recherche sur la culture d'expression, Université Laval au Québec
- Collectif de recherche sur l'itinérance, la pauvreté et l'exclusion sociale (CRI), Université du Québec à Montréal
- Consortium inter-universitaire pour les études arabes et moyen-orientales, Université McGill au Québec
- Équipe Jeunes et familles en transition, Université Laval au Québec
- Chaire pour le développement de la recherche sur la culture d'expression française en Amérique du Nord (CEFAN), Université Laval au Québec
- Groupe de recherche ethnicité et société (GRES), Université de Montréal au Québec
- Groupe de recherche interdisciplinaire en santé (GRIS), Université de Montréal au Québec
- Groupe de recherche interdisciplinaire sur le développement régional, de l'Est du Québec, Université du Québec à Rimouski
- Groupe de recherche multidisciplinaire féministe, Université Laval au Québec
- Groupe de recherche sur la démographie québécoise (GRDQ), Université de Montréal au Québec
- Groupe de recherche sur les aspects sociaux de la santé et de la prévention (GRASP), Université de Montréal au Québec
- Groupe de recherche sur les jeunes et les médias (GRJM), Université de Montréal au Québec
- Groupe de recherche sur les usages et cultures médiatiques, Université du Québec à Montréal
- Groupe d'études et de recherche sur l'Asie contemporaine, Université Laval au Québec
- Groupe interdisciplinaire de recherche sur l'organisation et la santé au travail, Université Laval au Québec
- Institut d’études européennes de l’Université de Montréal et de l'Université McGill, Université de Montréal au Québec
- Institut de recherches et d'études féministes (IREF), Université du Québec à Montréal
- Institut d'études anciennes, Université Laval au Québec
- Institut d'études canadiennes de McGill, Université McGill au Québec
- Institut d'études islamiques, Université McGill au Québec
- Institut interuniversitaire de recherches sur les populations (IREP), Université du Québec à Chicoutimi
- Institut québécois des hautes études internationales, Université Laval au Québec
- Institut Santé et société (ISS), Université du Québec à Montréal
- Laboratoire d'expertise et de recherche en anthropologie rituelle et symbolique (LERARS), Université du Québec à Chicoutimi
- Laboratoire d’études de la population (Lab/EP), Institut national de la recherche scientifique Québec
- Consortium Inter-universitaire pour les études arabes et Moyen-Orient (CIEAMO), Université de Montréal au Québec
- Institut polonais des arts et des sciences au Canada, Université McGill au Québec
- Organisation pour la science et la société (OSS), Université McGill au Québec